# Onomaris
Onomaris fue una reina gobernante celta. Se la describe en la colección anónima de historias griegas conocida en latín como Tractatus de mulieribus claris in dello. Ella es la primera mujer celta mencionada por su nombre en los registros clásicos.
Según esta fuente textual, su pueblo, sufriendo escasez y necesitado de huir de su tierra, se ofreció a obedecer a cualquiera que estuviera dispuesto a guiarlos. Cuando ningún hombre aceptó la oferta, Onomaris unió sus recursos y lideró la emigración hacia el sudeste de Europa. Onomaris cruzó el Ister y gobernó la tierra después de derrotar a los habitantes locales en batalla.  Se estima que vivió alrededor del siglo IV a. C. Fue honrada por los gálatas por sus hazañas. Sin embargo, se desconocen las circunstancias históricas de su vida, por lo que no está claro si era una persona real o un personaje legendario.

## Nombre
El nombre Onomaris suena como una palabra griega pero parece ser un compuesto, con el segundo elemento “-maris” reflejando una raíz celta que significaba “grande”.  También puede significar “fresno de montaña”, o posiblemente “como un gran fresno de montaña o un serbal”. También se sugiere que el on o on(n)o en su nombre significaba “río”, lo que coincide con su historia de haber cruzado un río. En otra posible etimología proviene del elemento “-ris”, que podría estar relacionado con “-rix”, que significa “rey”.